# 莫里斯·阿尔蒙德
莫里斯·阿尔蒙德（英語：Morris Almond，1985年2月2日—），美国前职业篮球运动员，生于佐治亚州道尔顿，司职后卫。

## 高中时期
高中時期於佐治亚州保德斯普林斯的麦凯克伦高中打球，是喬什·史密斯的隊友。於大學第3年，他的得分由第2年的7.2分上升至21.9分。他获得当年Conference USA得分王。

## 大学时期
原來莫里斯打算參與2006年NBA選秀，不過後來放棄再回到萊斯大學打球。第四年的大學生涯，他再次進步至平場得分達26.4分。登上了Conference USA Player of the Year和AP All-America Honorable Mention兩項榮譽。他4年的大學籃球生涯一共上陣121場比賽，平均分15.1分。共得1825分，是萊斯大學歷史上第28位總分達1000的球員。

## NBA生涯
2007年6月29日，他在2007年NBA選秀以第1輪25順位被猶他爵士選中。

## 外部連結
- 萊斯大學球員介紹
- NBA.com球員介紹